# Antiblemma lycoris
Antiblemma lycoris là một loài bướm đêm trong họ Erebidae.